# 임진응
임진응(1972년 7월 20일 ~ )은 대한민국의 성우다. 1997년 KBS에 입사했으며 현재는 KBS 26기다. 한국방송 성우극회 소속이다.

## 출연작품

### TV 애니메이션
- 디지몬 어드벤처 (KBS) - 켄터스몬
- 마호로 매틱 (시넥서스) - 김수빈
- 말괄량이 삼총사 (KBS)
- 우정의 그라운드 (KBS) - 요시다
- 인조곤충 버그파이터 (KBS) - 진 / 공사중 / 지름길 / 대호
- 크게휘두르며 (애니맥스) - 하나이 아즈사
- 프리큐어 Splash Star (애니원) - 도로도론
- 택틱스 (애니맥스) - 요시오 (19회)

### 극장판 애니메이션
- 렛츠 댄스 (KBS) - 형민
- 블랙잭 - 어둠의 의사 (KBS) - 패트릭
- 마녀 배달부 키키 - 오키노(키키의 아빠)
- 바다가 들린다 - 카와무라 선생님
- 성탄절의 축구 (KBS)
- 스팀보이 - 데이빗
- 추억은 방울방울 - 토시오

### 특수촬영 드라마
- 가면라이더 가부토 (챔프) - 카자마 다이스케/가면라이더 드레이크

### 외화

#### 드라마
- 닥터 후 (KBS)
- 닥터 후 시즌 7 (KBS) - 리델 (루퍼트 그레이브스,2화)
- 대지의 기둥 (KBS) - 잭 (에디 레드메인)
- 대지진 10.5 (KBS) - 지미(워런 크리스티) / 앵커
- 리썰웨폰 (KBS) - 허쉬(크리스토퍼 폴라하,2화)
- 먼데이 모닝스 (MBC) - 벅 (빌 어윈)
- 블라인드 저스티스 시즌 1 (KBS) - 경찰 (2회)
- 삼국지 (KBS) - 여몽, 주창
- 스필버그의 어메이징 스토리 (KBS)
- 여총리 비르기트 시즌 1, 2 (CNTV) - 미켈 라우게슨 (피터 마긴드) / 스벤 아게(보수당 대표) 외
- 오피스 (OBS) - 짐 핼퍼트 (존 크라신스키)
- 위기의 주부들 (KBS) - 잭 영 (코디 캐시) / 톰 스카보 (더그 세이번트)
- 콜드 케이스 시즌 1  (KBS) - 래리 / 베리 (3회, 11회)

#### 영화
- K-19: 위도우메이커 (KBS) - 파벨(크리스천 카마고)
- 나쁜 녀석들 (KBS)
- 달려라 조니 (KBS) - 조니의 아버지(루크만 사르디)
- 동경공략 (KBS)
- 딥 라이징 (KBS) - 마물리(클리프 커티스)
- 딥 블루 씨 (SBS) - 구조 대원(다니엘 레이)
- 로켓 맨 (KBS)
- 러브 체인지 (KBS) - 경매사 外
- 레이디스 앤 젠틀맨 (KBS)
- 레지던트 이블 (KBS) - 매트 (에릭 매비어스)
- 마이티 덕3 (KBS) - 찰리
- 말레나 (KBS)
- 맨 인 블랙2 (KBS) - 티 요원(패트릭 와버튼)
- 머니 토크 (SBS)
- 몬스터 볼 (KBS) - 토미(마일로 에디카)
- 무간도 1, 3 (KBS) - 임국평(임가동)
  - 무간도2 (KBS) - 진영인 (여문락)
- 묵시록 코드 (KBS) - 안톤 (오스카 쿠체라)
- 바이 바이 러브 (KBS)
- 벤허 (KBS) - 가이우스 (크리스틴 홀든-라이드)
- 불의 전차 (KBS) - 왕자(데이빗 옐란드)
- 브렌단 & 트루디 (KBS)
- 빌리 엘리어트 (KBS)
- 빨간 구두 (KBS)
- 섀도우 (KBS) - 쉬시킨 (블라디미르 자세프) / 엑스레이 기사 外
- 셰익스피어 인 러브 (KBS) - 샘(다니엘 브로클린뱅크)
- 소피 숄의 마지막 날들 (KBS) - 프로스트(플로리안 슈테터) / 그라프(막시밀리안 브럭크너)
- 스노우보더 (SBS)
- 스타워즈 에피소드 4: 새로운 희망(KBS) -  반란군(피터 게디스) / 스톰 트루퍼
- 스페이스 카우보이 (KBS) - 에단 (로렌 딘) / 젋은 프랭크(토비 스티븐스)
- 신과 함께 가라 (KBS) - 아르보 (다니엘 브륄)
- 신투첩영 (SBS)
- 아가사 크리스티의 창백한 말 (KBS) - 리키
- 아빠수업 (KBS)
- 업 클로즈 앤 퍼스널 (KBS) - 게이브 로렌스 (브루스 그레이)
- 에린 브로코비치 (KBS) - 테드(웨이드 윌리엄스) / PG&E의 변호사(T. J. 타인)
- 에일리언 2 (KBS) - 조종사(다니엘 캐쉬)
- 엠파이어 레코드 (KBS) - A. J (자니 위드워스)
- 오르페브르 36번가 (KBS) - 랄프(에릭 디포세)
- 옥시즌 (KBS)
- 웨어 더 머니 이즈 (KBS) - 파웰(T.J 켄올리)
- 위험한 사돈 (SBS) - 환자(보이드 뱅스)
- 이니셜D (KBS) - 타케시 (여문락)
- 자칼 (SBS)
- 조제, 호랑이 그리고 물고기들 (KBS) - 마작가게 손님(오쿠라 코지)
- 죽음의 씨앗 (KBS) - 다마스 (니콜라스 카잘)
- 지옥의 묵시록 : 리덕스 (KBS)
- 차이나 스트라이크 포스 (KBS)
- 챈스 일병의 귀환 (KBS) - 톰슨(브렌단 그리핀)
- 천국의 책방 - 연화 (KBS) - 사토시 (아라이 히로후미)
- 초콜릿 (KBS) - 페레 신부(휴 오코너)
- 칠검 (KBS) - 한지방(육의)
- 컷 런스 딥 (KBS) - 벤(알렉산더 매닝)
- 킬러가 보낸 편지 (KBS)
- 페이스 오프 (KBS)
- 포스트 임팩트 (KBS)
- 하와이, 오슬로 (KBS) - 레지던트
- 해커스 (KBS)
- 헌티드 힐 (KBS) - 방송 카메라맨(제임스 마스터스)
- 화소도 (KBS)
- 황야의 7인 (KBS) - 리 (로버트 번)

### 다큐 및 교양
- 2006.05.06 KBS 스페셜 선禪 이야기 1부 선의 지혜, 꽃은 말하지 않는다
- 2006.05.13 KBS 스페셜 선禪 이야기 2부 선 수행의 길, 길은 내 안에 있다
- 2006.05.20 KBS 스페셜 선禪 이야기 3부 선과 생활, 비워야 채울 수 있다
- 2008.07.29 KBS 세계걸작다큐 만리장성 1부
- 2008.08.05 KBS 세계걸작다큐 만리장성 2부
- 2015.06.22 KBS 해외걸작다큐 <1차 세계 대전 어느 병사들의 이야기 (Our World War)> 제1부 첫 전투 - 스틸 중위 役
- 내셔널 지오그래픽 마이펫tv

### 인터넷
- 사이버 파이터 (세이캐스트) - 채양군

### 게임
- 언리미티드 사가 - 캐쉬
- 결전 - 사나다 유키무라
- 삼국지전기 - 여포
- 삼국지전기 2 - 주유 / 육손
- 진 삼국무쌍 2 - 여포
  - 진 삼국무쌍 3 - 여포 / 젊은 유장
  - 진 삼국무쌍 3 맹장전 - 여포
  - 진 삼국무쌍 3 - 엠파이어스 - 여포
  - 진 삼국무쌍 4 - 여포
  - 진 삼국무쌍 4 맹장전 - 여포
- 레드 얼럿 2 - 차량 유닛
- 엠페러 배틀 포 듄
- 삼국지 온라인

### 라디오 드라마

#### KBS
소설극장 (KBS 3라디오)
- 2010.07.24 ~ 2010.08.27 박민규 作 삼미 슈퍼스타즈의 마지막 팬클럽 - 해설

라디오 여행기 (KBS 3라디오)
- 2005.05.19 ~ 2005.06.12 사석원 作 황홀한 쿠바 -  낭독

라디오 극장 (KBS 한민족 방송)
- 2007.02.01 ~ 2007.02.28 이남희 作 그 남자의 아들, 청년 우장춘 - 김신안 役
- 2009.04.01 ~ 2009.04.30 이문열 作 황제를 위하여 - 배대기 役
- 2017.03.01 ~ 2017.03.31 정길연 作 달리는 남자 걷는 여자 - 서은탁 役
- 2019.03.01 ~ 2019.03.29 강지영 作 페르몬 부티크 - 정두현 役

라디오 독서실 (KBS 2라디오)
- 1999.08.01 김인숙 作 꽃의 기억 - 지우 役
- 2000.01.09 천운영 作 바늘 - 801호 남자 役
- 2000.04.02 이제하 作 풍경의 내부 - 상환 役
- 2007.03.04 김경욱 作 성난 얼굴로 돌아보라 - 박 役
- 2007.04.08 김병언 作 마음의 이빨 자국 - 남자 役
- 2007.05.13 최원종 作 청춘, 간다 - 대환 役
- 2007.10.07 채희윤 作 밤, 견인의 시각 - 청년 役
- 2007.12.30 이승우 作 객지일기 - 나 / 해설 役
- 2008.05.25 박태원 作 소설가 구보씨의 1일 -  구보 役
- 2008.06.29 이범선 作 오발탄 - 영호 役
- 2009.05.03 함세덕 作 동승 - 도념 役
- 2014.10.19 한창훈 作 여수친구 - 나 役

KBS 무대 (KBS 한민족 방송)
- 1999.08.15 그 여름의 악녀 - 병학 役
- 1999.09.12 나의 사소한 연애의 역사
- 1999.12.05 토미의 추억 의사 - 役
- 2000.02.13 제 3초소의 전설 - 젊은 김칠성 役
- 2000.09.10 아버지의 땅 - 병수 役
- 2003.12.14 동그라미 - 정형사 役
- 2005.06.18 가족, 2005년 여름 - 동현 役
- 2006.02.11 봉선화 연정 - 왕재수 役
- 2006.09.02 공무도하가 - 최 필 役
- 2007.04.14 황금모래성 - 민준 役
- 2008.01.26 겨울의 초상 - 김우진 役
- 2008.05.03 갈릴레오를 아십니까? -  차영우 役
- 2008.08.02 무지개가 뜨는 집 - 이진석 役
- 2009.01.10 다이, 하드 - 영호 役
- 2017.12.16 아버지의 진심 - 허은호 役

다큐멘터리 인물과 사건 (KBS 1라디오)
- 2005.01.30 우리는 기도하지 않을 권리가 있다 - 류선생 役
- 2005.06.12 누가 한국 국적을 포기하는가 - 최부장 役
- 2006.01.22 태권브이 부활을 바라는 몇가지 이유 - 김청기 役
- 2006.03.26 평택미군기지반대 현장보고서 - "황새울에 봄은 오는가"
- 2006.10.01  어느 국군포로의 53년 만의 귀향(歸鄕) - 동식 役
- 2007.10.28 작은 학교 큰 사람,산촌 유학 보고서

교통 캠페인 드라마 - 노란 안전선 위에 행복 (KBS 1라디오 / KBS 2라디오)
- 1999.11.28 안개 속, 그 위험한 질주
- 1999.12.26 이제 내게 남은 것들
- 2007.01.28 도로에서 잃어버린 코리안 드림

엄길청의 성공시대 (KBS 라디오)
- 제 14화 퀵서비스의 개척자 임항신의 도전일기

이명숙 변호사의 가정 법원 (KBS)
- 2001.04.29 신세대 예비부부 그들의 부부재산계약서 - 이상호 役

#### EBS
라디오 문학관 (EBS FM)
- 2005.07.04 ~ 2005.07.09 세계 단편소설 50선 - 헤르만 헤세 作 데미안 - 막스 데미안 役
- 2005.07.18 ~ 2005.07.19 세계 단편소설 50선 - 셀마 라겔뢰프 作 죄인들 - 토드 役

고전극장 (EBS FM)
- 2008.06.02 ~ 2008.06.07 <박씨전> - 이시백 役

조경란의 라디오 문학관 (EBS FM)
- 2005.10.03~2005.10.08 미하엘 엔데 作 모모
- 2006.01.14 정현종 作 별 아저씨
- 2006.07.24 무라카미 하루키 作 여름특집-세계단편걸작선1: 헛간을 태우다
- 2006.07.25 유디트 헤르만 作 여름특집-세계단편걸작선2: 여름별장, 그 후
- 2006.07.28 오가와 요코 作 여름특집-세계단편걸작선5: 기숙사

#### TBS
입체낭독 라디오 문학관 (TBS)
- 2008.11.03 ~ 2008.11.07 김애란 作 달려라 아비 - 포장마차 주인 / 손님 / 선배 役
- 2008.12.22 ~ 2009.01.02 윤영수 作 착한 사람 문성현 - 우현 / 사진사 役
- 2009.05.11 ~ 2009.05.15 권정생 作 강아지똥
- 2009.09.21 ~ 2009.09.25 이기호 作 갈팡질팡하다 내 이럴 줄 알았지

TBS 창립 20주년 특별기획 다큐 드라마 '서울 600년을 걷다' (TBS)
- 2010.05.03~2010.05.28 황희 편 - 세종대왕 (충녕대군), 사자, 황엄 役
- 2010.05.31~2010.06.25 성삼문 편 - 세종대왕 役

#### 국악방송
책 읽는 아침 (국악방송)
- 2009.02.18 현진건 作 빈처 - 낭독
- 2009.03.12 김동인 作 배따라기 - 낭독

### 오디오 드라마
- 반칙 (ACO) - 탕방 役
- 비마중 (夜海) - 장귀영 役
- 가스통 르루 - 노란방의 비밀 (오디언) - 생클레르
- 결혼을 추천합니다 (오디언) - 한동민
- 나쁜 여자 (오디언) - 윤후
- 날마다 이혼을 꿈꾸는 여자 (오디언) - 호진
- 내시 (오디언) -  명선
- 너의 무대를 세계로 옮겨라 (오디언)
- 당신의 심장에 정조준 (오디언) - 허준
- 떨어져야 꽃이다 (오디언) - 셋째
- 마이 슈퍼 어글리 보스 (오디언)
- 마이 스위트 하트 (오디언) - 강재인
- 만화 주식투자 무작정 따라하기 (오디언) - 굼선생
- 맨유에게 배워라 (오디언)
- 므이 (오디언) - 이한
- 백그라운드 브리핑 (오디언) - 박형철
- 복수는 달콤해 (오디언) - 박선우
- 부하직원들이 당신에게 알려주지 않는 진실 (오디언) - 최사장
- 아주 특별한 프러포즈 (오디언) - 김도진
- 왕의 투쟁 (오디언) - 정조
- 장미 한 송이 (오디언) - 천사
- 조지오웰의 1984 (오디언) - 스미스
- 주식천재가 된 홍대리 (오디언) - 강석기
- 펭귄을 날게 하라 (오디언) - 와타나베
- 풍신 (오디언) - 라셀
- 프레젠테이션 달인이 된 최대리 (오디언) - 최명석
- 한국의 역사를 바꾼 위인들 계백장군 - 황산벌의 영웅 (오디언) - 계백
- 한국의 역사를 바꾼 위인들 김대성 (오디언) - 김대성
- 한국의 역사를 바꾼 위인들 최무선 (오디언) - 최무선
- 한국의 역사를 바꾼 위인들 최치원 (오디언) - 최치원